# Google スライド
Google スライド（英: Google Slides）は、Googleが提供しているプレゼンテーションソフトウェアである。Google スライドは、ウェブブラウザ、Android、iOS/iPadOS、ChromeOSで利用できる。Microsoft PowerPointやOpenDocumentのファイル形式も扱える。
Google スライドでは、ユーザは他のユーザとリアルタイムで共同作業しながら、オンラインでファイルを作成および編集できる。編集は、変更を示す改訂履歴を追跡できる。編集者の位置は編集者固有の色とカーソルで強調表示され、権限システムでユーザが実行できることを制限できる。
大半の機能は無償で利用可能だが、一部のプレミアム機能は有償契約（Google OneとGoogle Workspace）のフリーミアムとなっている。
Googleのサービスには他に、Google ドキュメント、Google スプレッドシート、Google 図形描画、Google フォーム、Google Sites、Google Keepなどがある。 

## 沿革
2007年4月17日、GoogleはTonic Systems社を買収し、2007年9月にGoogle Docsにプレゼンテーションプログラムをリリースした。
2010年3月、Googleは、Microsoft PowerPointをはじめ、WordやExcelなどのMicrosoft Office互換の文書フォーマットで複数のユーザ間のオンラインコラボレーションを可能にするオンラインドキュメントコラボレーション企業であるDocVerseを買収した 。DocVerseに基づく改善が発表され、2010年4月に展開された。 
2012年6月、Googleはモバイルデバイス向けのフリーウェア独自の生産性スイートであるQuickofficeを買収した。
2012年10月、Googleプレゼンテーションの名前がGoogle スライドに変更され、Chromeアプリがリリースされた。これにより、Chromeの新しいタブページにスライドへのショートカットが提供される。
2014年6月、Googleは、ドライブスイートを使用して作成されたファイルのみを含むスライド専用のウェブサイトホームページを公開した。
2014年、GoogleはAndroidおよびiOS用のアプリをリリースした。
2015年、スライドのモバイルWebサイトが「よりシンプルで統一された」インターフェースに更新され、モバイルWebサイトからファイルを読めるが、プレゼンテーション編集は、スライド専用のモバイルアプリにリダイレクトされる。
アップデートでは、プレゼンテーション用の推奨レイアウトと画像を提供する「データ探索」や、他のユーザにタスクを割り当てることができる「アクションアイテム」など、機械学習を使用する機能が導入された。
2024年6月24日、有償契約者のプレミアム機能として、Google スライド内でGeminiが利用可能になった。

## 対応プラットフォーム
Google スライドはGoogle Chrome、 Firefox、 Microsoft Edge、Safari といったウェブブラウザで動作するウェブアプリケーションとして利用できる。ユーザは、Googleドライブのウェブサイトからプレゼンテーションやその他のファイルにアクセスできる。 

## 特徴

### 編集

#### コラボレーションと改訂の履歴
Google スライドは、プレゼンテーションをリアルタイムで共同編集するツールとして利用できる。プレゼンテーションは、複数のユーザが同時に共有、開く、編集することができ、他の共同編集者が編集するときに、他のユーザはスライドごとおよび文字ごとの変更を確認できる。変更や改訂履歴は自動的にGoogleのサーバに保存され、ユーザは以前のバージョンに戻すことができる。
編集者の現在の位置は、編集者ごとに固有の色のカーソルで表されるため、別の編集者が同じスライドを表示している場合、編集内容を発生時に確認できる。サイドバーチャット機能を使用すると、共同編集者は編集について話し合うことができる。改訂履歴により、ユーザはドキュメントに追加された内容を各作成者ごとに色で区別された確認できる。隣接するリビジョンのみを比較でき、ユーザはリビジョンを保存する頻度を制御できない。ファイルは、HTML 、.jpg 、PDFなど、さまざまな形式でユーザのローカルコンピュータに書き出せる。

#### データ探索（2024年1月30日廃止）
2016年9月にリリースされた「データ探索」は、機械学習を通じてドライブスイートに追加機能を提供する。Googleスライドでは、データ探索は各スライドのコンテンツに基づいてデザインの提案を動的に生成する。ドライブスイートの「探索」機能は、2012年に最初に導入されたより基本的な調査ツールの立ち上げに続くものである 。

#### アクションアイテム
2016年10月、Googleはスライドに「アクションアイテム」を追加することを発表した。コメント内でプレゼンテーションが共有されている人の名前を書き込むと、サービスはそのアクションをその人にインテリジェントに割り当てる。 Googleは、これにより、他の共同作業者が個々のタスクの責任者を簡単に確認できるようになると述べている。Googleスプレッドシートまたはその他のGoogleドライブアプリケーションにアクセスすると、タスクが割り当てられているファイルがバッジで強調表示される。

#### アドオン
2014年3月、Googleはアドオンを導入した。 Googleスプレッドシートに機能を追加する、サードパーティのデベロッパーによる新しいツールである。

#### オフライン編集
プレゼンテーションをオフラインで表示および編集するには、Google Chromeウェブブラウザを使用している必要がある。 Chrome拡張機能であるGoogleドキュメントオフラインを使用すると、ユーザーはGoogleドライブのウェブサイトでスライドファイルのオフラインサポートを有効にできる。AndroidおよびiOSアプリは、オフライン編集をネイティブにサポートしている。

#### Webクリップボード（2017年9月13日廃止）
簡単な検索と置換ツールを利用できる。すべてのGoogleドライブスイートプログラムと同様に、Googleスライドには、スライドと他のドライブアプリの間でコンテンツをコピーして貼り付けができるWebクリップボードツールが含まれている。 Webクリップボードは、異なるコンピュータ間でコンテンツをコピーして貼り付けるためにも使用できる。コピーされたアイテムは、最大30日間Googleのサーバに保存される。ほとんどのコピーとペーストでは、Googleスライドはキーボードショートカットもサポートしているが、これをサポートしているため、キーボードショートカットしか使用できない場合がある。

### サポートされているファイル形式
| 拡張子   | 説明                                                          |
| -------- | ------------------------------------------------------------- |
| .GSLIDES | Googleスライドのショートカット                                |
| .JPG     | JPEG画像                                                      |
| .ODP     | OpenDocumentプレゼンテーション                                |
| .PDF     | ポータブルドキュメントフォーマットファイル                    |
| .PNG     | ポータブルネットワークグラフィック                            |
| .POT     | Microsoft PowerPointテンプレート（レガシー）                  |
| .POTM    | MicrosoftPowerPointマクロ対応のプレゼンテーションテンプレート |
| .POTX    | MicrosoftPowerPointプレゼンテーションテンプレート             |
| .PPS     | Microsoft PowerPointスライドショー（レガシー）                |
| .PPSM    | MicrosoftPowerPointマクロ対応の表示                           |
| .PPSX    | MicrosoftPowerPointスライドショー                             |
| .PPT     | Microsoft PowerPointプレゼンテーション（レガシー）            |
| .PPTM    | MicrosoftPowerPointマクロ対応のプレゼンテーション             |
| .SVG     | スケーラブルベクターグラフィックファイル                      |
| .txt     | プレーンテキストファイル                                      |

.gslides形式に変換されたGoogle スライドプレゼンテーションファイルは100MBを超えることはできない。挿入される画像は50MBを超えられず、.jpg、.png、または.gif形式のいずれかである必要がある。

### Google Workspace
Google スライドは個人で無料で使用できるが、ビジネス向けのGoogle Workspace （以前のG Suite）サービスの一部としても利用できる。これは、ビジネスに焦点を当てた追加機能を有効にする月単位サブスクリプションサービスである。

### Microsoft Officeファイル編集用のGoogle Chrome拡張機能
Googleは「ドキュメント、スプレッドシート、スライドで Office ファイルを編集」と呼ばれるGoogle Chromeウェブブラウザの拡張機能を提供している。これにより、スプレッドシートアプリを介してGoogle ChromeでPowerPointやその他のMicrosoftOfficeドキュメントを表示・編集できる。この拡張機能は、Google Chromeウェブブラウザを使用してコンピュータに保存されているOfficeファイルを開くため、およびWeb上で検出されたOfficeファイル（電子メールの添付ファイル、Web検索結果などの形式）をダウンロードせずに開くために使用できる。拡張機能はデフォルトでChromeOSにインストールされる。

### Google Cloud Connect（2013年4月30日廃止）
Google Cloud Connectは、Microsoft Office 2003、2007、2010のプラグインであり、PowerPointプレゼンテーションをGoogleスライドまたはPowerPoint形式で（ドライブが導入される前に）Googleドキュメントに自動的に保存・同期ができた。オンラインコピーは、PowerPointドキュメントが保存されるたびに自動的に更新された。 PowerPointドキュメントはオフラインで編集し、後でオンラインで同期することができた。 Google Cloud Connectは以前のドキュメントバージョンを維持し、同じドキュメントで同時に作業することで複数ユーザが共同作業できるようにした。Googleによると、Googleドライブは上記のすべてのタスクを「より良い結果で」達成するため、Google Cloud Connectを2013年4月30日に廃止した。